# Бейкер, Джон Гилберт
Джон Ги́лберт Бе́йкер (1834—1920) — английский ботаник последней трети XIX — начала XX века.

## Биография
Родился 13 января 1834 года в Гисборо (Кливленд). Сын Джона и Мэри (урожд. Гилберт) Бейкер. В августе 1834 года его родители переехали с ним в Thirsk (англ.) в Йоркшире и открыли там магазин.
В 1843 году Бейкер начал учиться в школе квакеров в Акворте, а три года спустя — в школе квакеров в Бутаме (Йорк), где был ответственным за гербарий. По окончании учёбы в конце 1847 года, стал помогать отцу в семейном бизнесе. В августе 1860 года он женился.
В 1849 году, в журнале «The Phytologist» была опубликована его первая небольшая статья. Его первая научная ботаническая работа «Флора Йоркшира» (в соавторстве с Джоном Новеллом) была опубликована в 1854 году. Его первой крупной работой было экологическое исследование, опубликованное в 1863 году под названием «Северный Йоркшир: исследования его ботаники, геологии, климата и физической географии».
С 1866 по 1899 год Дж. Бейкер работал в библиотеке и гербарии Королевских ботанических садов Кью (Лондон); с 1890 по 1909 год был хранителем этого гербария. Он был очень разносторонне образован, прекрасно знал ботанику.
Бейкер написал определители многих семейств растений, включая Амариллисовые (Amaryllidaceae), Бромелиевые (Bromeliaceae), Ирисовые (Iridaceae), Лилейные (Liliaceae), а также порядка Папоротниковидные (Pteridophyta).

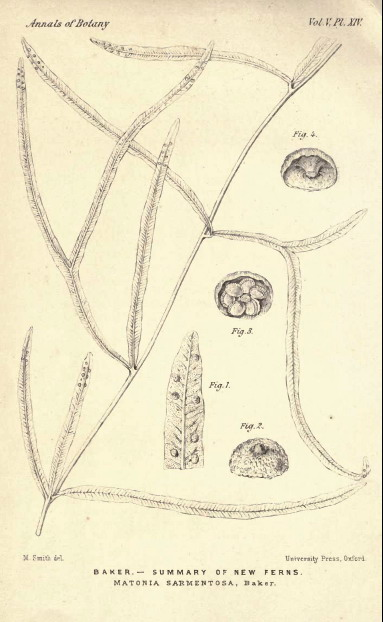
Matonia sarmentosa. Ботаническая иллюстрация из книги Бейкера A summary of the new ferns which have been discovered or described since 1874, 1892

В книге «Flora of Mauritius and the Seychelles» (1877 год) описал флору Маврикия и Сейшельских островов.
Бейкер состоял членом Королевского общества (с 1878 года) и Лондонского Линнеевского общества.
В 1897 году он получил медаль Почёта Королевского садоводческого общества, в 1899 году — золотую медаль Лондонского Линнеевского общества, а в 1907 году — золотую медаль Вича. В 1919 году университет Лидса удостоил его звания почётного доктора наук.
Отец ботаника Эдмунда Гилберта Бейкера (англ. Edmund Gilbert Baker, 1864—1949).

## Печатные работы
- A supplement to Baines' Flora of Yorkshire. London, Pamplin, 1854 (англ.)
- The flowering plants and ferns of Great Britain. London, Cashs, 1855 (англ.)
- A new flora of Northumberland and Durham. London, Williams & Norgate, 1868 (англ.)
- A flora of the English Lake District. London, Bell, 1885 (англ.)
- Handbook of the fern-allies. London, Bell & sons, 1887 (англ.)
- Flora of Mauritius and the Seychelles. London, Reeve, 1877 (англ.)
- Handbook of the Amaryllideae, including the Alstroemerieae and Agaveae. London, Bell & sons, 1888 (англ.)
- Handbook of the Bromeliaceae. London, Bell & sons, 1889 (англ.)
- Handbook of the Irideae. London, Bell & sons, 1892 (англ.)
- A summary of the new ferns which have been discovered or described since 1874. Oxford, Clarendon, 1892 (англ.) — Электронная версия доступна на Archive.org
- The Leguminosae of tropical Africa. Gent, Erasmus, 1926—1930 (англ.)